# Habitatge al carrer de l'Església, 9 (Torroella de Montgrí)
L'Habitatge al carrer de l'Església, 9 és una obra eclèctica de Torroella de Montgrí (Baix Empordà) inclosa a l'Inventari del Patrimoni Arquitectònic de Catalunya.

## Descripció
Edifici de planta baixa i dos pisos, situat al carrer de l'Església. La façana presenta una composició simètrica. És formada, a la planta baixa, per una porta d'accés centrada d'arc carpanell amb motllures. A ambdós costats hi ha finestres també d'arc carpanell. Una cornisa separa aquesta planta baixa del primer pis, on es troben tres obertures de la mateixa tipologia amb balcons, el central més sobresortint i sostingut per quatre mènsules. El segon pis, manté la mateixa tipologia, encara que els balcons presenten una volada menor.
El conjunt es completa amb una cornisa motllurada de coronament.

## Història
L'edifici va ser bastit l'any 1875, d'acord amb la inscripció que apareix a la clau de l'arc de la porta d'accés, on també figuren les inicials R.G., segurament del propietari que el va fer construir.